# Minobu
Minobu (身延町 Minobu-chō?) es un pueblo en la prefectura de Yamanashi, Japón, localizado en la parte central de la isla de Honshū, en la región de Chūbu. Tenía una población estimada de 10 440 habitantes el 1 de marzo de 2021 y una densidad de población de 35 personas por km².

## Geografía
Minobu está localizado en el centro-sur de la prefectura de Yamanashi. El río Fuji fluye a través del pueblo, que está dominado por el sagrado monte Minobu. También comparte el lago Motosu con la vecina Fujikawaguchiko.

## Historia
Minobu se desarrolló desde del período Kamakura como una ciudad del templo fuera de las puertas del importante templo budista de Kuon-ji, uno de los principales templos del Nichiren Shu.
Durante la reforma de principios del período Meiji, el 1 de abril de 1889, se creó y organizó el distrito de Minamikoma dentro de la prefectura de Yamanashi con 22 villas. La villa de Minobu fue elevada al estado de pueblo el 1 de enero de 1931. El 11 de febrero de 1955 el pueblo se expandió anexando tres aldeas vecinas. El 13 de septiembre de 2004 Minobu absorbió los pueblos de Nakatomi (del distrito de Minamikoma) y Shimobe (del distrito de Nishiyatsushiro).

## Demografía
Según los datos del censo japonés, la población de Minobu ha disminuido constantemente en los últimos 70 años.
| Gráfica de evolución demográfica de Minobu entre 1950 y 2015 |
|                                                              |
| Oficina de Estadística de Japón                              |